# Choplifter III
Choplifter III est un jeu vidéo de type shoot 'em up développé par Beam Software et édité par Extreme Entertainment, sorti en 1994 sur Super Nintendo, Game Boy et Game Gear.